# Калитич Віктор Михайлович

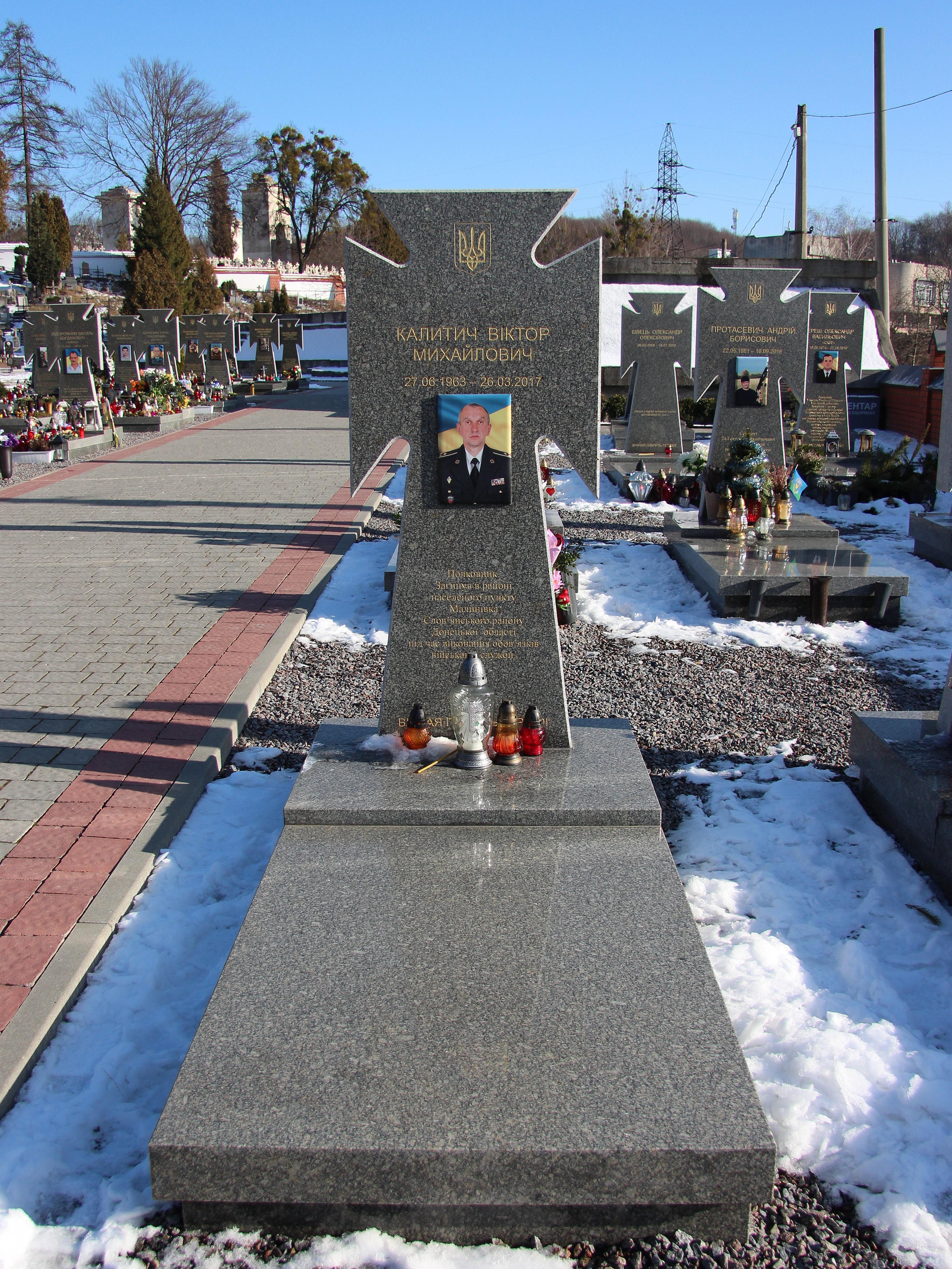

Віктор Михайлович Калитич (нар. 27 червня 1963, м. Чоп, Закарпатська область, Українська РСР, СРСР — 26 березня 2017, с. Малинівка, Слов'янський район, Донецька область, Україна) — полковник Збройних сил України (Центральне ракетно-артилерійське управління Озброєння Збройних сил України).

## Біографія
Народився 27 червня 1963 року, м. Чоп, Закарпатська область.
З 1985 до 1990 року проходив службу в Групі радянських військ у Німеччині на посаді начальника загону, командира радіотехнічних військ.
З 1990 до 1992 служив у Далекосхідному військовому окрузі в Хабаровську (РРФСР).
З 1995 до 2005 ніс службу в Західному оперативному командуванні Збройних сил України.
За 20 років служби пройшов шлях від начальника обслуги пускової установки до заступника командира дивізіону, начальника відділу забезпечення ракетами та боєприпасами служби ракетно-артилерійського озброєння (РАО) оперативного командування «Захід».
З вересня 2005 року — полковник запасу, військовий пенсіонер.
З 2008 року — старший науковий співробітник науково-дослідного відділу (ракетних військ та артилерії) Наукового центру сухопутних військ Академії сухопутних військ імені гетьмана Петра Сагайдачного, м. Львів. Отримав низку науково-практичних результатів, внісши при цьому значний вклад у розвиток ракетних військ та артилерії. У співавторстві розробив декілька патентів на винахід, раціоналізаторських пропозицій, брав активну участь в підготовці та проведенні науково-практичних конференцій, семінарів, підготував більше десяти наукових статей для різних фахових видань.
В подальшому працював у Львові в сфері нерухомості.
З початком російської збройної агресії проти України активно допомагав армії, зокрема, ракетним підрозділам. В січні 2015 року повернувся до Збройних сил, проходив службу у Міжнародному центрі миротворчості та безпеки Національної академії сухопутних військ (Яворівський полігон), тренував військовослужбовців за напрямком ракетно-артилерійського озброєння. У подальшому був переведений до Києва.
Призначений на посаду начальника відділу ремонту ракетно-артилерійського озброєння Управління експлуатації, ремонту та технічної підготовки Центрального ракетно-артилерійського управління Озброєння Збройних сил України.
Виконував обов'язки на території проведення антитерористичної операції на сході України.
Загинув 26 березня 2017 року в результаті авіакатастрофи військового гелікоптеру Мі-2, яка сталася близько 15:00 біля села Малинівка Слов'янського районуну Донецької області, в 13 км від аеродрому м. Краматорська. Разом з Віктором Калитичем загинув полковник Валерій Мельник (офіцери Озброєння ЗСУ перебували на борту в якості пасажирів) та члени екіпажу вертольоту 18-ї окремої бригади армійської авіації підполковник Євгеній Волошин, капітан Дмитро Мовчан і старший лейтенант Роман Кандул. За попередніми висновками, катастрофа сталася внаслідок зіткнення з лінією електропередач.
29 березня у Києві, в приміщенні Озброєння ЗС України відбулося прощання із офіцерами Віктором Калитичем і Валерієм Мельником. Похований 30 березня у Львові, на Полі почесних поховань № 76 Личаківського кладовища.
По смерті залишилася мати, дружина, донька та онук.

## Нагороди
- Указом Президента України № 138/2017 від 22 травня 2017 року, «за особисту мужність, виявлену у захисті державного суверенітету та територіальної цілісності України, самовіддане виконання військового обов'язку», нагороджений орденом Богдана Хмельницького III ступеня (посмертно)[6].
- Відзнака «Ветеран військової служби»
- Медаль «10 років Збройним Силам України»
- Медаль «15 років Збройним Силам України»

## Вшанування пам'яті
28 березня 2018 року в штабі Озброєння Збройних Сил України відкрили меморіальні дошки полковнику Віктору Калитичу та полковнику Валерію Мельнику.